# Igreja de Nossa Senhora da Ajuda (Bretanha)

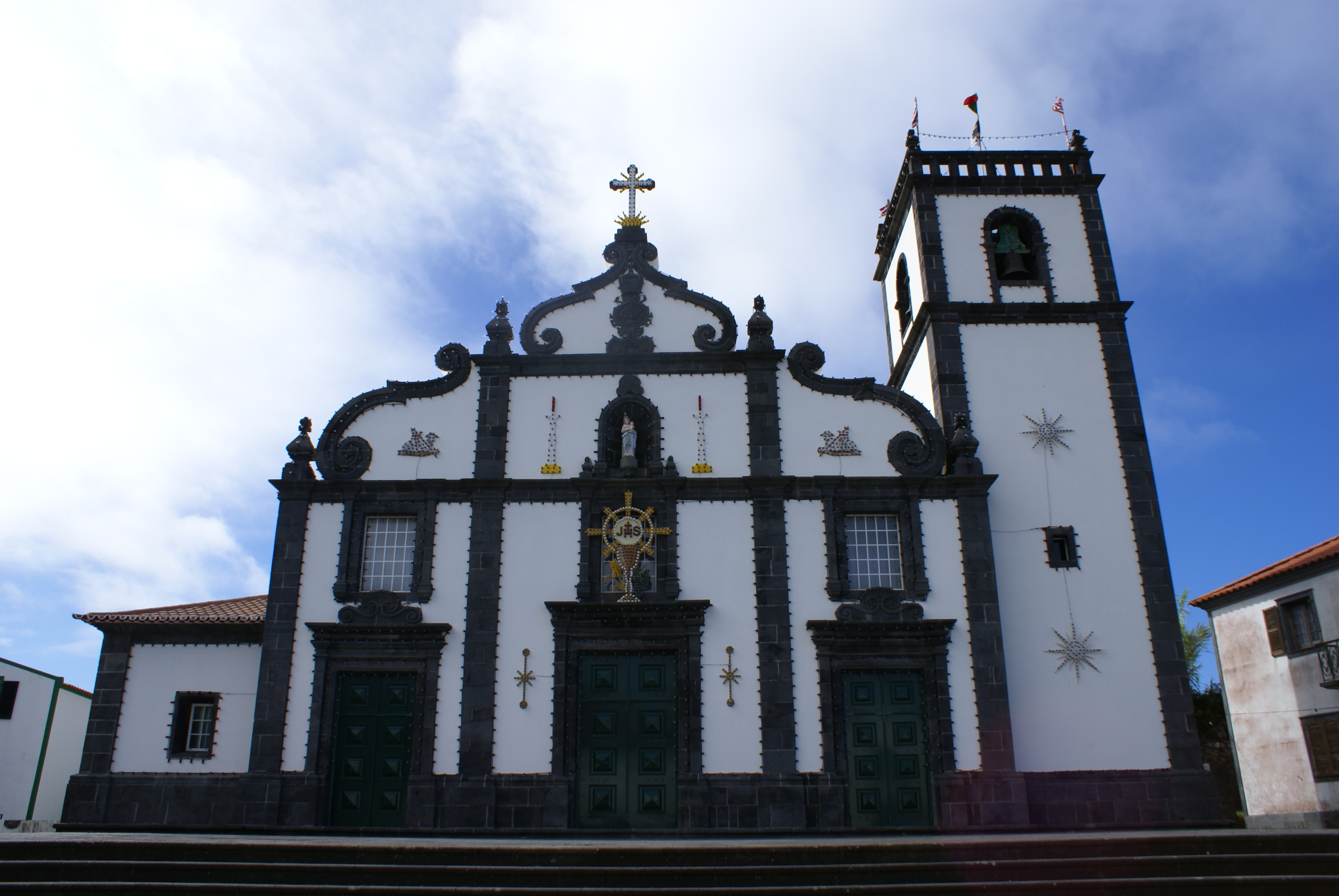
Igreja de Nossa Senhora da Ajuda, Fachada.

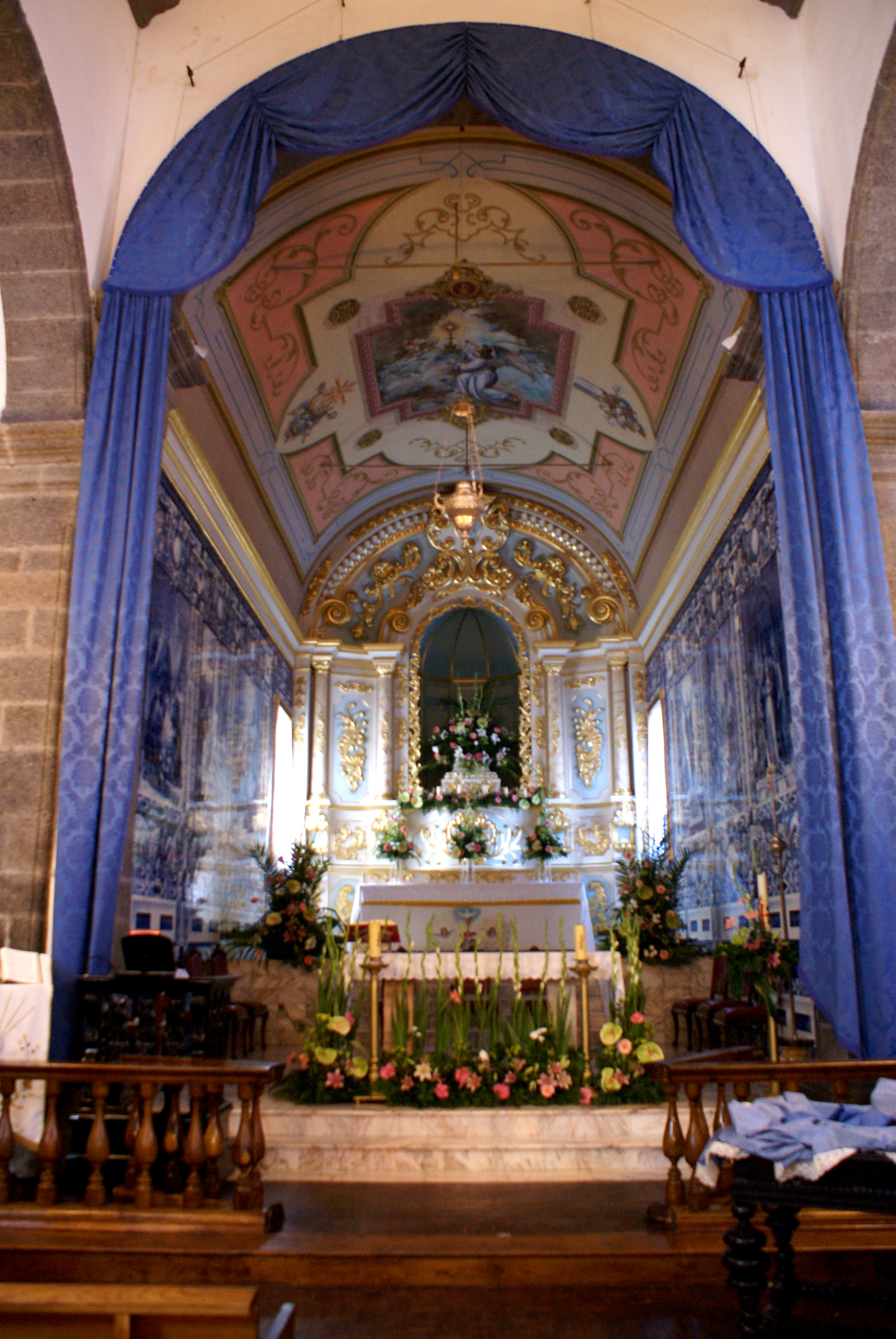
Nossa Senhora da Ajuda, altar-mor.

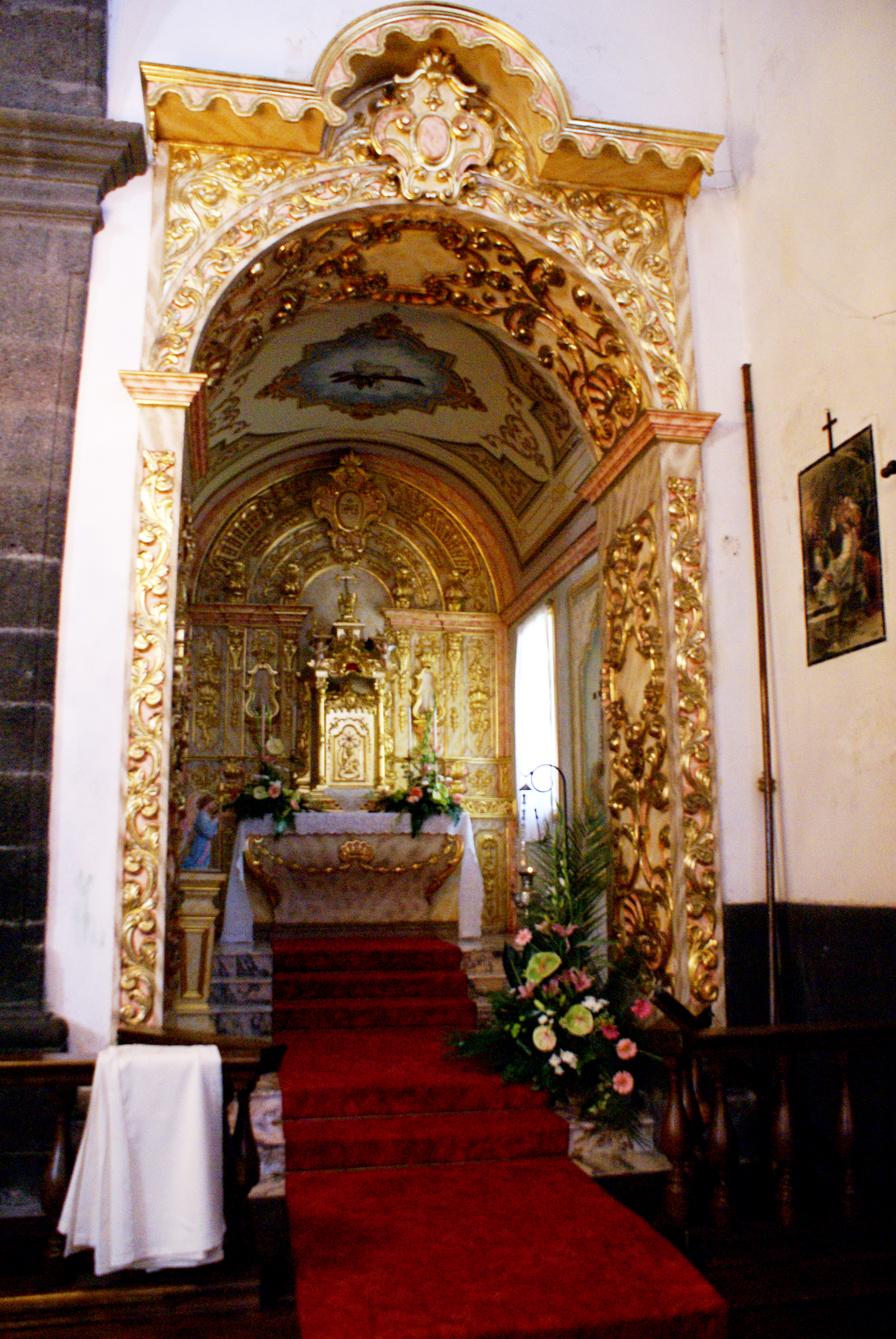
Nossa Senhora da Ajuda, altar em talha dourda.

A Igreja de Nossa Senhora da Ajuda é uma igreja católica açoriana, localizada na freguesia de Ajuda da Bretanha, no concelho de Ponta Delgada, na Ilha de São Miguel.
Esta igreja é já referida com a invocação de Nossa Senhora da Ajuda e Nossa Senhora dos Anjos, na obra de Gaspar Frutuoso, nesta diz-se que o lugar de Ajuda da Bretanha tem uma igreja de devoção a Nossa Senhora da Ajuda, cuja festa principal se celebra no dia 15 de Agosto.
Até ao ano de 1568, o vigário respectivo tinha uma côngrua mas por carta de 30 de Julho daquele ano, essa côngrua foi aumentada para seu melhor sustento.
Nos fins do século XVI, a freguesia tinha 99 fogos pelo que o bispo de Angra do Heroísmo, D. Manuel de Gouveia, por carta de 25 de Julho de 1596, nomeava um cura para coadjuvar o vigário.
Pouco ou nada se conhece acerca da história deste templo, além do que se tem conseguido saber sobre os padres que nele serviram. O primeiro cura foi Afonso de Sampaio que entrou ao serviço em 1527 “Arquivo dos Açores” XIV: 219). Numa estatística eclesiástica referente aos anos de 1640 a 1646, esta igreja aparece com o orago de Nossa Senhora da Natividade.
No ano de 1634, o vigário desta igreja, Gaspar de Carvalho, recebia côngrua. O cura recebia também uma quantia em dinheiro e três moios e meio de trigo.
Cerca de cem anos depois, em 1730, o vigário António da Silva e Sousa recebeu ainda igual importância, parte da qual  traduzida em  trigo (Arquivo dos Açores XII, 15 e 26). Em 1737 gastou-se na igreja, bastante dinheiro, em ornamentos.